# Чендей, Стефан
Стефан Чендей (эст. Stefan Tšendei; 13 мая 1994, Таллин) — эстонский футболист, полузащитник.

## Биография
Воспитанник таллинских клубов «Спартак» и «Легион», первый тренер — Михаил Борисович Артюхов. На взрослом уровне начал играть в 2010 году во втором составе «Легиона» в третьей лиге Эстонии. В 2011 году сыграл первые матчи за основной состав «Легиона» в первой лиге. Практически всю карьеру в 2010-е годы провёл в этом же клубе, выступавшем тогда между вторым и четвёртым дивизионами Эстонии. В первой половине 2015 года был приглашён в столичный «Инфонет», но играл только за его второй состав в первой лиге.
В 2016 году стал лучшим бомбардиром «Легиона», забив 14 голов в четвёртом дивизионе. Был одним из немногих игроков клуба, кто остался в его составе после резкого усиления во второй половине 2010-х годов. Со своим клубом последовательно побеждал в четвёртом (2017), третьем (2018) и втором (2019) дивизионах Эстонии. В высшей лиге дебютировал почти в 26 лет, 6 марта 2020 года в матче против «Флоры». Всего за «Легион» сыграл по состоянию на начало сезона 2022 года более 250 матчей и забил более 60 голов, в том числе 24 матча — в высшей лиге. Свой первый гол в элите забил 19 июня 2022 года в ворота «Таммеки».
В 2023 году, после того как «Легион» покинул высшую лигу, игрок перешёл в состав дебютанта лиги «Харью» (Лаагри).
Вызывался в сборную Эстонии среди 16-летних, но не играл за неё в официальных матчах.